# Cingula montereyensis
Cingula montereyensis är en snäckart som beskrevs av Bartsch 1912. Cingula montereyensis ingår i släktet Cingula och familjen Rissoidae. Inga underarter finns listade i Catalogue of Life.